# Selangor
Le Selangor (4,1 millions d'habitants) est l'un des treize États fédérés de la Malaisie au centre de la péninsule malaise. Il entoure les districts fédéraux de Kuala Lumpur et de Putrajaya.

## Situation géographique
L'agglomération de Kuala Lumpur dépasse largement ses limites administratives, si bien que la majorité des habitants du Selangor habite dans la vallée du Kelang, aire urbaine de Kuala Lumpur.
La vocation résidentielle et industrielle de l'État est marquée. L'essentiel de l'activité économique y a sa base. Les villes principales sont Petaling Jaya, Shah Alam, Ampang (villes de banlieue) et Kelang (ville portuaire, débouché maritime à 40 km à l'ouest de Kuala Lumpur).

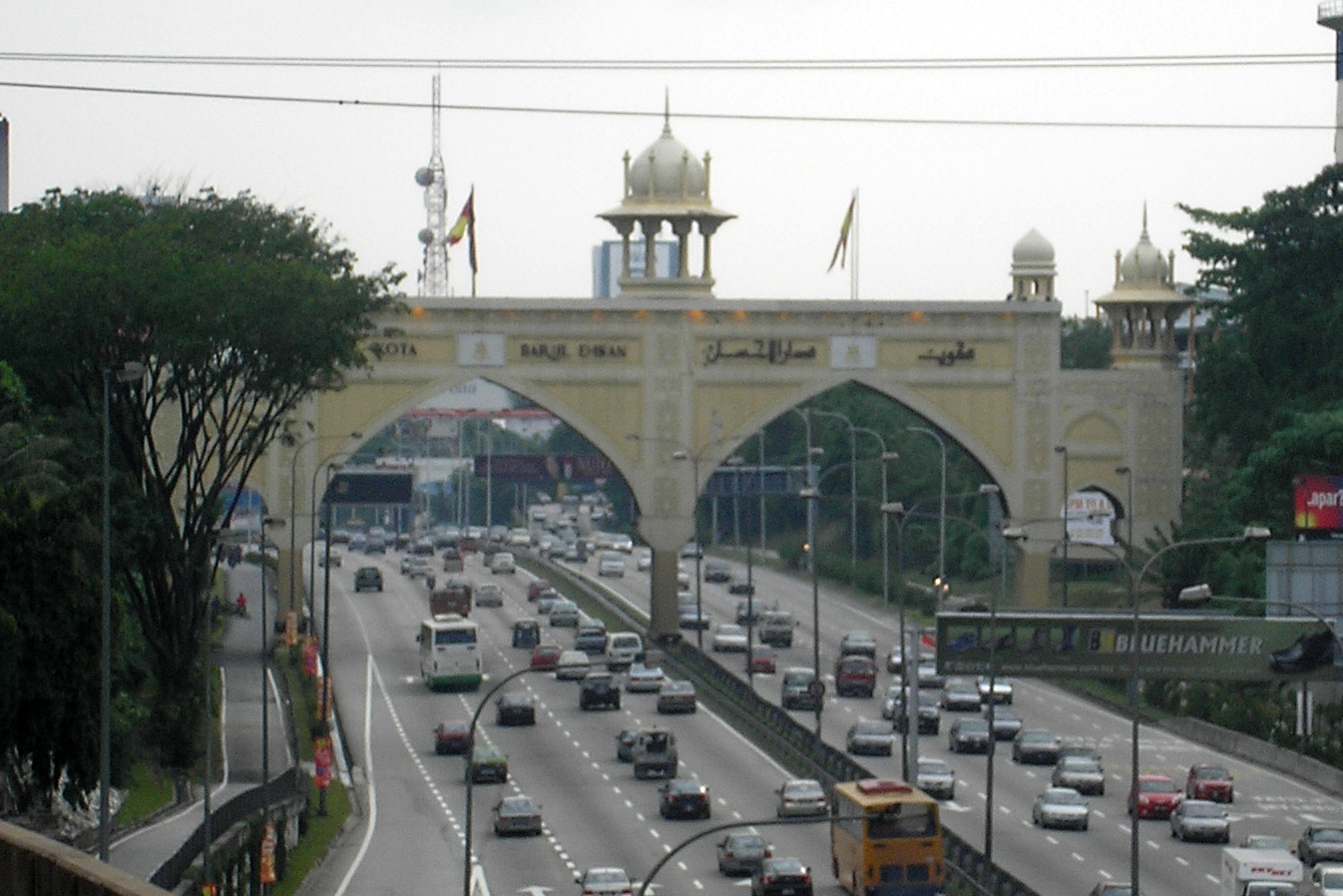
L'arche de Kota Darul Ehsan au-dessus de la route fédérale.

La ville capitale est Shah Alam, une ville nouvelle satellite de Kuala Lumpur, créée dans les années 1970. La ville royale est Kelang, toujours dans l'agglomération de Kuala Lumpur.
Surnom : Selangor Darul Ehsan (« Demeure de la Sincérité »).

## Histoire
Le Nagarakertagama, un poème épique écrit en 1365 dans le royaume javanais de Majapahit, mentionne Klang parmi les quelque cent « contrées tributaires » du royaume. En réalité, le territoire contrôlé par Majapahit ne s'étendait que sur une partie de l'est et du centre de Java. Les « contrées tributaires » étaient en fait des comptoirs formant un réseau commercial dont Majapahit était le centre. Majapahit y envoyait des dignitaires dont le rôle était de s'assurer que ces comptoirs ne s'adonnaient pas à un commerce privé qui échapperait au royaume.
La maison royale de Selangor descend des souverains de Riau à Sumatra. Ceux-ci étaient des Bugis originaires de Luwu dans le sud de Sulawesi. Un prince de Riau conquit Selangor et fut intronisé par le sultan de Perak en 1766.
La découverte au XVIe siècle de gisements d'étain attira de nombreux Chinois venus travailler dans les mines. Les conflits entre immigrants bugis et chinois d'une part et indigènes malais d'autre part étaient fréquents. Ils servirent de prétexte à une intervention anglaise et le détachement d'un résident en 1874.
Dans les années 1850, Raja Abdullah, de la famille royale de Selangor, ouvre la vallée du fleuve Kelang aux prospecteurs d'étain, qui s'installent à la confluence (kuala en malais) du Kelang et de la Gombak, qui devient vite boueuse (lumpur) à cause de leur activité. La réussite économique de Kuala Lumpur amène les Anglais à l'élever au rang de capitale de Selangor en 1880.
Lors de la formation des « États malais fédérés » par les Anglais en 1896, Kuala Lumpur devint la capitale, et le resta après l'indépendance, tout en continuant d'être la capitale du Selangor. La création du territoire fédéral en 1974 a entraîné la scission du Selangor et la création d'une nouvelle capitale administrative sur le site de Shah Alam. Dans les années 1990, le même scénario s'est produit avec Putrajaya, élevé au rang de territoire fédéral et enlevé au Selangor.

## Rigorisme musulman
Comme d'autres États engagés dans ce qu'ils considèrent comme une lutte contre « l'occidentalisation » de la nation, l'État multiethnique du Selangor a réagi en s'attaquant à la liberté vestimentaire des femmes. Le pouvoir local a publié en 1995 un décret interdisant aux femmes musulmanes de participer à des concours de beauté en vertu de la charia.
L'application du décret fut mise à l'épreuve en août 1997, à la suite de l'arrestation du mannequin Noni Mohamad, finaliste au concours de beauté Miss Malaisie. Arrêtée par la police religieuse en compagnie de deux autres candidates musulmanes répondant au nom de Shalina Shaari et de Fahyu Hanim Ahmad, elles ont par la suite été condamnées à plus de 400 ringitts d'amende (environ 84 €) après avoir été reconnues coupables d'« indécence ». Elles ont en outre été menacées d'une amende de 1 000 ringgits (environ 210 €) et d'une peine de six mois de prison, en cas de récidive,

## Liste des districts
- Klang
- Petaling - Site de l'aéroport Sultan Abdul Aziz Shah de Subang
- Sepang - Site de l'aéroport international de Kuala Lumpur
- Kuala Selangor
- Sabak Bernam
- Hulu Langat
- Kuala Langat
- Hulu Selangor
- Gombak

## Sites remarquables

### Parcs forestiers
- Kuala Selangor Nature Park
- Templer Park
- Kanching Falls.